# Just de Vic
|  | Per a altres significats, vegeu «Sant Just». |

Just de Vic (Vic?, abans del segle VIII) fou un laic, venerat a sant a la diòcesi de Vic, sense que se'n tinguin més notícies.

## Biografia
Gairebé no se'n tenen dades. Apareix citat per Vicenç Domènec al seu santoral de 1602, qui treu les dades d'un breviari i un himne medievals, on consta com a sant venerat a la catedral de Vic. El breviari, del segle xii, es conserva i senyala la commemoració del sant, encara que sense ofici propi.
Segons això, Just era català, probablement de Vic o la comarca (una tradició deia que havia nascut a la ciutat de Vic, al lloc on hi ha l'església de Sant Just); no se sap, però, quan va viure: Flórez pensa que podria haver estat en època dels visigots, abans de la invasió musulmana. Laic, la virtut de la seva vida va fer que fos tingut per a sant. En morir, se li atribuïren miracles. Fou sebollit a la Catedral de Vic, on era venerat.

## Veneració
Fou venerat com a sant a Vic, com consta al breviari del segle xii, i les reliquies es guardaven en una urna d'argent a la catedral, a l'altar major, feta en 1660. L'any 1809, arran de la Guerra del Francès, l'urna desaparegué. Se'n va fer una de nova, que es col·locà a l'altar el 1827, on fou fins que el 1936, quan el temple fou cremat, desaparegué definitivament.
La seva festivitat litúrgica, des d'antic, és el 28 de maig, el mateix dia que la de Just d'Urgell, la qual cosa podria indicar algun tipus de desdoblament de personalitat hagiogràfica motivat per alguna relíquia del sant bisbe d'Urgell.
Havia estat un dels sants patrons de Vic. El consell de la ciutat de Vic en 1448 va decidir de donar relleu a la festivitat de Sant Just, fent que fos festa laboral a la ciutat. Val a dir que els segles XIV i XV la regió central i nord patí diversos sismes, per la qual cosa la protecció del sant fos especialment invocada. En acabar aquesta activitat sísmica, el sant fou invocat per a la protecció contra les pluges en excés, que podien fer malbé les collites. El declivi de la seva devoció, a partir del segle xvii, va fer que passés a ser patró de la diòcesi de Vic, no de la ciutat (que tenia per patrons els sants Llucià i Marcià). El 1867, arran de la reforma del calendari, el mateix bisbe de Vic Antoni Lluís Jordà va fer canviar el patronatge del bisbat i Sant Just deixà de ser-ho, designant-se patró Sant Joan Baptista, i la festa deixà de celebrar-se'n.
La llegenda del sant cresqué arran de dos miracles narrats a les fonts antigues al voltant de la seva tomba. Un se'n donà quan un mur de la seu caigué sobre el sepulcre de Just, potser durant un terratrèmol, i el sepulcre no patí cap dany, la qual cosa s'interpretà com a senyal del favor diví envers el sant. A més, la llàntia encesa en honor del sant, malgrat l'ensorrament de la paret sobre ella, tampoc no s'apagà. Probablement per aquest fet era invocat com a protector contra els terratrèmols.